# Marc Crawford
Marc Joseph John Crawford (* 13. února 1961 Belleville) je bývalý kanadský hokejový útočník. Od prosince 2022 je trenérem švýcarského klubu ZSC Lions.
Pochází ze sportovní rodiny – jeho otec Floyd Crawford vyhrál mistrovství světa v ledním hokeji 1959, také jeho bratři Lou a Bob se objevili v National Hockey League. Začínal v juniorském týmu Cornwall Royals, s nímž získal v letech 1980 a 1981 Memorial Cup. Reprezentoval Kanadu na mistrovství světa juniorů v ledním hokeji 1981. V letech 1981 až 1987 hrál za Vancouver Canucks, celkem odehrál v NHL 176 utkání a připsal si 19 branek a 31 asistencí. Protože často pendloval mezi Vancouverem a farmářským týmem ve Frederictonu, získal přezdívku 747 podle letadla Boeing 747. Kariéru ukončil v roce 1989 v Milwaukee Admirals.
Na počátku trenérské dráhy přivedl St. John's Maple Leafs do finále Calderova poháru v roce 1992 a byla mu udělena Louis A. R. Pieri Memorial Award. Působení v NHL zahájil v Quebec Nordiques a za sezónu 1994/95 získal jako nejmladší trenér v historii Jack Adams Award. Po přesunu klubu do Denveru a přejmenování na Colorado Avalanche s ním v roce 1996 získal poprvé Stanleyův pohár. Byl jmenován trenérem Kanady pro „turnaj století“ na olympiádě 1998 v Naganu. Kanaďané nečekaně skončili bez medaile a Crawford byl po hrách tvrdě kritizován za nominaci, v níž chyběli Mark Messier a Scott Niedermayer, i za rozhodnutí nenasadit Wayna Gretzkyho na závěrečné nájezdy v semifinále proti Čechům.
V roce 1998 se vrátil do Vancouveru, kde působil sedm let, v sezóně 2003/04 přivedl tým k prvenství v Severozápadní divizi. Pak trénoval Los Angeles Kings a Dallas Stars, byl také televizním komentátorem. V roce 2012 odešel do Evropy a s týmem ZSC Lions se stal v roce 2014 mistrem Švýcarska. Do curyšského klubu také přivedl Austona Matthewse. V letech 2016 až 2019 byl asistentem Guye Bouchera v Ottawě, na jaře 2019 se stal na osmnáct zápasů hlavním trenérem. Pak byl asistentem Jeremyho Collitona u Chicago Blackhawks a v roce 2022 se vrátil do Curychu.
V roce 2019 musel Crawford čelit obvinění z násilí vůči svěřencům, které proti němu vznesl Sean Avery. Omluvil se za své dřívější chování a vyhledal pomoc psychologa pro lepší zvládání emocí.